# قهرمانی جودو جهان ۲۰۱۹
قهرمانی جودو جهان ۲۰۱۹ سی و هفتمین دوره از رقابت‌های قهرمانی جهان می‌باشد که از ۲۵ اوت تا ۱ سپتامبر ۲۰۱۹ در توکیو، ژاپن برگزار گردید.

## برنامه زمانی
تمام زمان‌ها براساس وقت محلی (ژاپن) می‌باشد.
| تاریخ     | زمان شروع | رویداد        |
| --------- | --------- | ------------- |
| ۲۵ اوت    | ۱۱:۰۰     | مردان ۶۰– ک‌گ  |
| ۲۵ اوت    | ۱۱:۰۰     | زنان ۴۸– ک‌گ   |
| ۲۶ اوت    | ۱۱:۰۰     | مردان ۶۶– ک‌گ  |
| ۲۶ اوت    | ۱۱:۰۰     | زنان ۵۲– ک‌گ   |
| ۲۷ اوت    | ۱۱:۰۰     | مردان ۷۳– ک‌گ  |
| ۲۷ اوت    | ۱۱:۰۰     | زنان ۵۷– ک‌گ   |
| ۲۸ اوت    | ۱۱:۰۰     | مردان ۸۱– ک‌گ  |
| ۲۸ اوت    | ۱۱:۰۰     | زنان −۶۳ ک‌گ   |
| ۲۹ اوت    | ۱۲:۰۰     | مردان ۹۰– ک‌گ  |
| ۲۹ اوت    | ۱۲:۰۰     | زنان ۷۰– ک‌گ   |
| ۳۰ اوت    | ۱۲:۰۰     | مردان ۱۰۰– ک‌گ |
| ۳۰ اوت    | ۱۲:۰۰     | زنان ۷۸– ک‌گ   |
| ۳۱ اوت    | ۱۲:۰۰     | مردان ۱۰۰+ ک‌گ |
| ۳۱ اوت    | ۱۲:۰۰     | زنان ۷۸+ ک‌گ   |
| ۱ سپتامبر | ۱۳:۰۰     | تیمی مزدوج    |

## خلاصه مدال‌ها

### مردان
| رویداد                 | طلا                           | نقره                              | برنز                         |
| خیلی-سبک‌وزن (۶۰ ک‌گ)    | Lukhumi Chkhvimiani · گرجستان | Sharafuddin Lutfillaev · ازبکستان | یلدوس اسمتوف · قزاقستان      |
| خیلی-سبک‌وزن (۶۰ ک‌گ)    | Lukhumi Chkhvimiani · گرجستان | Sharafuddin Lutfillaev · ازبکستان | Ryuju Nagayama · ژاپن        |
| نیمه-سبک‌وزن (۶۶ ک‌گ)    | Joshiro Maruyama · ژاپن       | Kim Lim-hwan · کرهٔ جنوبی          | Hifumi Abe · ژاپن            |
| نیمه-سبک‌وزن (۶۶ ک‌گ)    | Joshiro Maruyama · ژاپن       | Kim Lim-hwan · کرهٔ جنوبی          | Denis Vieru · مولدووا        |
| سبک‌وزن (۷۳ ک‌گ)         | شوهه اونو · ژاپن              | رستم اوروجوف · آذربایجان          | Hidayat Heydarov · آذربایجان |
| سبک‌وزن (۷۳ ک‌گ)         | شوهه اونو · ژاپن              | رستم اوروجوف · آذربایجان          | Denis Yartsev · روسیه        |
| نیمه-میان‌وزن (۸۱ ک‌گ)   | ساگی موکی · اسرائیل           | Matthias Casse · بلژیک            | آنتوان ولوا-فورتیه · کانادا  |
| نیمه-میان‌وزن (۸۱ ک‌گ)   | ساگی موکی · اسرائیل           | Matthias Casse · بلژیک            | Luka Maisuradze · گرجستان    |
| میان‌وزن (۹۰ ک‌گ)        | Noël van 't End · هلند        | Shoichiro Mukai · ژاپن            | Axel Clerget · فرانسه        |
| میان‌وزن (۹۰ ک‌گ)        | Noël van 't End · هلند        | Shoichiro Mukai · ژاپن            | Nemanja Majdov · صربستان     |
| نیمه-سنگین‌وزن (۱۰۰ ک‌گ) | Jorge Fonseca · پرتغال        | Niyaz Ilyasov · روسیه             | Michael Korrel · هلند        |
| نیمه-سنگین‌وزن (۱۰۰ ک‌گ) | Jorge Fonseca · پرتغال        | Niyaz Ilyasov · روسیه             | Aaron Wolf · ژاپن            |
| سنگین‌وزن (۱۰۰+ ک‌گ)     | لوکاش کرپالک · چک             | هیسایوشی هاراساوا · ژاپن          | Kim Min-jong · کرهٔ جنوبی     |
| سنگین‌وزن (۱۰۰+ ک‌گ)     | لوکاش کرپالک · چک             | هیسایوشی هاراساوا · ژاپن          | Roy Meyer · هلند             |

### زنان
| رویداد                | طلا                        | نقره                      | برنز                              |
| خیلی-سبک‌وزن (۴۸ ک‌گ)   | Daria Bilodid · اوکراین    | Funa Tonaki · ژاپن        | Mönkhbatyn Urantsetseg · مغولستان |
| خیلی-سبک‌وزن (۴۸ ک‌گ)   | Daria Bilodid · اوکراین    | Funa Tonaki · ژاپن        | Distria Krasniqi · کوزوو          |
| نیمه-سبک‌وزن (۵۲ ک‌گ)   | Uta Abe · ژاپن             | ناتالیا کوزیوتینا · روسیه | مایلیندا کلمندی · کوزوو           |
| نیمه-سبک‌وزن (۵۲ ک‌گ)   | Uta Abe · ژاپن             | ناتالیا کوزیوتینا · روسیه | Ai Shishime · ژاپن                |
| سبک‌وزن (۵۷ ک‌گ)        | Christa Deguchi · کانادا   | Tsukasa Yoshida · ژاپن    | Julia Kowalczyk · لهستان          |
| سبک‌وزن (۵۷ ک‌گ)        | Christa Deguchi · کانادا   | Tsukasa Yoshida · ژاپن    | رافائلا سیلوا · برزیل             |
| نیمه-میان‌وزن (۶۳ ک‌گ)  | کلاریس اگبگننو · فرانسه    | Miku Tashiro · ژاپن       | Martyna Trajdos · آلمان           |
| نیمه-میان‌وزن (۶۳ ک‌گ)  | کلاریس اگبگننو · فرانسه    | Miku Tashiro · ژاپن       | Juul Franssen · هلند              |
| میان‌وزن (۷۰ ک‌گ)       | Marie-Ève Gahié · فرانسه   | Bárbara Timo · پرتغال     | سالی کانوی · بریتانیای کبیر       |
| میان‌وزن (۷۰ ک‌گ)       | Marie-Ève Gahié · فرانسه   | Bárbara Timo · پرتغال     | Margaux Pinot · فرانسه            |
| نیمه-سنگین‌وزن (۷۸ ک‌گ) | Madeleine Malonga · فرانسه | Shori Hamada · ژاپن       | Loriana Kuka · کوزوو              |
| نیمه-سنگین‌وزن (۷۸ ک‌گ) | Madeleine Malonga · فرانسه | Shori Hamada · ژاپن       | ماریا آگویار · برزیل              |
| سنگین‌وزن (۷۸+ ک‌گ)     | Akira Sone · ژاپن          | ایدالیس اورتیز · کوبا     | Kayra Sayit · ترکیه               |
| سنگین‌وزن (۷۸+ ک‌گ)     | Akira Sone · ژاپن          | ایدالیس اورتیز · کوبا     | Sarah Asahina · ژاپن              |

### مزدوج
| رویداد     | طلا | نقره | برنز |
| تیمی مزدوج | ژاپن · Chizuru Arai · Shori Hamada · هیسایوشی هاراساوا · Soichi Hashimoto · Kokoro Kageura · Shoichiro Mukai · Sanshiro Murao · شوهه اونو · Yoko Ono · Akira Sone · Momo Tamaoki · Tsukasa Yoshida | فرانسه · Amandine Buchard · Guillaume Chaine · Axel Clerget · Sarah Cysique · Alpha Oumar Djalo · Marie-Ève Gahié · Alexandre Iddir · Kilian Le Blouch · Anne Fatoumata M'Bairo · Madeleine Malonga · سیریل ماره · Margaux Pinot | روسیه · Ksenia Chibisova · Kirill Denisov · Lechi Ediev · Anna Gushchina · Mikhail Igolnikov · Khusen Khalmurzaev · Anastasia Konkina · Daria Mezhetskaia · Evgeny Prokopchuk · Alena Prokopenko · Madina Taimazova · Inal Tasoev |
| تیمی مزدوج | ژاپن · Chizuru Arai · Shori Hamada · هیسایوشی هاراساوا · Soichi Hashimoto · Kokoro Kageura · Shoichiro Mukai · Sanshiro Murao · شوهه اونو · Yoko Ono · Akira Sone · Momo Tamaoki · Tsukasa Yoshida | فرانسه · Amandine Buchard · Guillaume Chaine · Axel Clerget · Sarah Cysique · Alpha Oumar Djalo · Marie-Ève Gahié · Alexandre Iddir · Kilian Le Blouch · Anne Fatoumata M'Bairo · Madeleine Malonga · سیریل ماره · Margaux Pinot | برزیل · Maria Suelen Altheman · Eduardo Barbosa · Tamires Crude · Rafael Macedo · David Moura · Maria Portela · Ellen Santana · Eduardo Yudy Santos · Jeferson Santos Junior · رافائل سیلوا · رافائلا سیلوا · Beatriz Souza       |

## جدول مدال‌ها
*   کشور میزبان (ژاپن)
| رتبه            | کشور            | طلا | نقره | برنز | مجموع |
| --------------- | --------------- | --- | ---- | ---- | ----- |
| ۱               | ژاپن*           | ۵   | ۶    | ۵    | ۱۶    |
| ۲               | فرانسه          | ۳   | ۱    | ۲    | ۶     |
| ۳               | پرتغال          | ۱   | ۱    | ۰    | ۲     |
| ۴               | هلند            | ۱   | ۰    | ۳    | ۴     |
| ۵               | کانادا          | ۱   | ۰    | ۱    | ۲     |
| ۵               | گرجستان         | ۱   | ۰    | ۱    | ۲     |
| ۷               | اسرائیل         | ۱   | ۰    | ۰    | ۱     |
| ۷               | اوکراین         | ۱   | ۰    | ۰    | ۱     |
| ۷               | چک              | ۱   | ۰    | ۰    | ۱     |
| ۱۰              | روسیه           | ۰   | ۲    | ۲    | ۴     |
| ۱۱              | آذربایجان       | ۰   | ۱    | ۱    | ۲     |
| ۱۱              | کرهٔ جنوبی       | ۰   | ۱    | ۱    | ۲     |
| ۱۳              | ازبکستان        | ۰   | ۱    | ۰    | ۱     |
| ۱۳              | بلژیک           | ۰   | ۱    | ۰    | ۱     |
| ۱۳              | کوبا            | ۰   | ۱    | ۰    | ۱     |
| ۱۶              | برزیل           | ۰   | ۰    | ۳    | ۳     |
| ۱۶              | کوزوو           | ۰   | ۰    | ۳    | ۳     |
| ۱۸              | آلمان           | ۰   | ۰    | ۱    | ۱     |
| ۱۸              | بریتانیای کبیر  | ۰   | ۰    | ۱    | ۱     |
| ۱۸              | ترکیه           | ۰   | ۰    | ۱    | ۱     |
| ۱۸              | صربستان         | ۰   | ۰    | ۱    | ۱     |
| ۱۸              | قزاقستان        | ۰   | ۰    | ۱    | ۱     |
| ۱۸              | لهستان          | ۰   | ۰    | ۱    | ۱     |
| ۱۸              | مغولستان        | ۰   | ۰    | ۱    | ۱     |
| ۱۸              | مولدووا         | ۰   | ۰    | ۱    | ۱     |
| مجموع (۲۵ کشور) | مجموع (۲۵ کشور) | ۱۵  | ۱۵   | ۳۰   | ۶۰    |